# Sedalia (Missouri)
Sedalia ist eine US-amerikanische City in Pettis County, Missouri. Das U.S. Census Bureau hat bei der Volkszählung 2020 eine Einwohnerzahl von 21.725 ermittelt. Sedalia ist der Verwaltungssitz von Pettis County.

## Geographische Lage
Die Stadt erstreckt sich über eine Fläche von 31 Quadratkilometern und verfügt über keine nennenswerten Wasserflächen.

## Bevölkerungsstruktur
Die Stadt wird von 20.339 Personen, aufgeteilt in 8628 Haushalte und 5228 Familien, bewohnt. Die Bevölkerungsdichte beträgt 656,6 Personen/Quadratkilometer. Es existieren 9419 Wohngebäude mit einer durchschnittlichen Dichte von 304,1 Einheiten/Quadratkilometer. Die ethnischen Gruppen der Stadt teilen sich folgendermaßen auf: 88,62 % Weiße, 4,95 % Afroamerikaner, 0,39 % Indigen, 0,40 % Asiaten, 0,02 % von Pazifischen Inseln, 3,75 % von anderen Rassen, und 1,86 % von mehr als einer Rasse. 5,55 % der Bevölkerung sind Latinos.
Von den 8.628 Haushalten haben 28,8 % Kinder unter 18 Jahren, 44,0 % leben verheiratet zusammen, 12,6 % sind alleinerziehend, und 39,4 % sind keine Familien. 33,1 % aller Haushalte sind "Single-Haushalte", 14,7 % bestehen aus Rentnern über 65 Jahren. Die durchschnittliche Haushaltsgröße ist 2,32 Personen, die durchschnittliche Familie besteht aus 2,94 Personen.
Die Altersverteilung der Bevölkerung ergibt sich wie folgt: 24,7 % unter 18, 10,8 % von 18 bis 24, 27,7 % von 25 bis 44, 19,4 % von 45 bis 64 und 17,4 % sind  65 Jahre oder älter. Das Medianalter beträgt 36 Jahre. Auf hundert weibliche Einwohner kommen 90 männliche, auf hundert weibliche Einwohner über 18 Jahren kommen 86,3 männliche.
Das durchschnittliche Einkommen pro Haushalt liegt bei 28.641 US-Dollar, das durchschnittliche Einkommen einer Familie beträgt 34.938 US-Dollar. Das Einkommen eines männlichen Bewohners liegt bei 28.208 US-Dollar gegenüber 19.520 US-Dollar bei weiblichen Einwohnern. 15,3 % der Bevölkerung und 12,5 % der Familien leben unterhalb der Armutsgrenze,  Von allen in Armut lebenden Menschen sind 20,8 % unter 18 Jahren und 10,5 % 65 Jahre oder älter.

## Persönlichkeiten
- Emmet Montgomery Reily (1866–1954), Politiker
- Scott Joplin (1867–1917), Komponist und Pianist („Scott Joplin Ragtime Festival“)
- Josh Prenot (* 1993), Schwimmer